# 古今和歌集

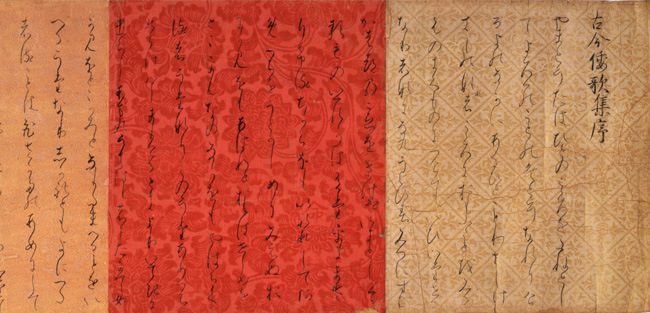
「古今和歌集仮名序」（巻子本）
仮名序の冒頭。「古今倭歌集序」と最初に書くが、通常の『古今和歌集』の伝本にはこの題はない。12世紀ごろの書写で国宝に指定されている。大倉集古館蔵。

『古今和歌集』（こきんわかしゅう）とは、平安時代前期の歌集。全二十巻。醍醐天皇の命令により編纂され、905年（延喜5年）に奏上され、最初の勅撰和歌集として位置づけられる。後世の勅撰和歌集の範となり、国風文化、歌論を中心とした日本文学に影響を残した。
仮名序（後述）と全二十巻が揃った最古の写本は、平安時代後期にあたる元永3年（1120年）の奥書がある上下巻である（所謂「元永本古今和歌集」）。
略称を『古今集』（こきんしゅう）といい、更に「古今」と呼ばれることもある（古今伝授など）。
日本の国歌『君が代』歌詞の源流は、『古今和歌集』に収められた読み人知らずの賀歌「我が君は千代に八千代にさざれ石の巌となりて苔のむすまで」（343番）である。

## 成立
『古今和歌集』は二つの序文を持つ。仮名で書かれた仮名序と、漢文で書かれた真名序である。仮名序によれば、醍醐天皇の勅命により『万葉集』に選ばれなかった古き時代の歌から撰者たちの時代までの和歌を撰んで編纂し、延喜5年（905年）4月18日に奏上された。ただし現存する『古今和歌集』には、延喜5年以降に詠まれた和歌も入れられており、奏覧ののちも内容に手が加えられたと見られ、実際の完成は延喜13年（914年）または延喜14年ごろとの説もある。
撰者は紀友則、紀貫之、凡河内躬恒、壬生忠岑の4人である。序文では友則が筆頭に挙げられているが、仮名序の署名が貫之であること、また巻第十六に「紀友則が身まかりにける時によめる」という詞書で貫之と忠岑の歌が載せられていることから、編纂の中心は貫之であり、友則は途上で没したと考えられている。
その成立過程については、以下のように仮名序・真名序の双方に記載されている。
延喜五年四月十八日に、大内記紀友則、御書所預紀貫之、前甲斐少目凡河内躬恒、右衛門府生壬生忠岑らにおほせられて、万葉集に入らぬ古き歌、みづからのをも奉らしめたまひてなむ（中略）すべて千歌、二十巻、名づけて古今和歌集といふ--仮名序
爰に、大内記紀友則、御書所預紀貫之、前甲斐少目凡河内躬恒、右衛門府生壬生忠岑等に詔して、各家集、并に古来の旧歌を献ぜしめ、続万葉集と曰ふ。是に於いて、重ねて詔有り、奉る所の歌を部類して、勒して二十巻となし、名づけて古今和歌集と曰ふ。（中略）時に延喜五年、歳は乙丑に次る四月十五日、臣貫之謹みて序す--真名序
これらをみると編集は古歌の収集と分類・部立の2段階で、延喜5年に奏覧（完成）としている。しかし上でも述べたように、『古今和歌集』には延喜5年以後に詠まれた歌が含まれているので、この「延喜五年四月」を奉勅の時期と考え、奏覧はもっと後だとする見方もある。ただし、序に奏覧の日が書かれず奉勅の日付のみを記すとは考えにくいことから、完成後に増補改訂されたとするのが一般的である。なお、両序の日付が異なる理由は不明である。また真名序に出てくる『続万葉集』という書名は、仮名序を含め他書には見えない。
貫之の私家集である『貫之集』巻第十には、
ことなつは　いかがききけん　ほととぎす　こよひばかりは　あらじとぞおもふ
という和歌があるが、その詞書には、
延喜の御時、やまとうたしれる人々、いまむかしのうた、たてまつらしめたまひて、承香殿のひんがしなる所にて、えらばしめたまふ。始めの日、夜ふくるまでとかくいふあひだに、御前の桜の木に時鳥（ほととぎす）のなくを、四月の六日の夜なれば、めづらしがらせ給ふて、めし出し給ひてよませ給ふに奉る
とあり、これが『古今和歌集』撰集のことであるとされる。その開始日は「四月の六日」とあるが、これが延喜5年のことだとすれば、わずか十日ほどで撰集が終わるとは考えられず、実際には一年または数年を要したとみられる。

## 構成
全二十巻で、藤原定家による写本（定家本）では歌数は合計1111首。前述のように巻頭に仮名序、巻末に真名序が付き、内容はおおよそ同じである。仮名序は紀貫之、真名序は紀淑望の作とされる。伝本によってはまず巻頭に真名序、次に仮名序があってその次に本文が始まるものがある。ただし真名序を持たない伝本も多い。この両序の関係について、真名序が正式なもので仮名序は後代の偽作とする説（山田孝雄）や、真名序より仮名序のほうが前に書かれたとする説（久曾神昇）、真名序が先でそれを参考に仮名序が書かれ、仮名序が正式採用されたとする説もある。
久曾神昇は、「延喜六年二月乃至同七年正月の間に、貫之は仮名序を執筆したやうである。（中略）真名序は紀淑望が依頼を受けて執筆したもので、漢詩文に関する先行文献を参照してはゐるが、既に成つてゐた精選本仮名序をも参照し、殊に六歌仙評、撰集事情を述べた条などには、その痕跡が著しい」として、仮名序が真名序に先行すると主張している。
歌の中には長歌5首と旋頭歌4首が含まれるが、残りはすべて短歌である。二十巻からなる内容は以下の通りである（定家本による）。
- （仮名序）
- 巻第一　春歌 上
- 巻第二　春歌 下
- 巻第三　夏歌
- 巻第四　秋歌 上
- 巻第五　秋歌 下
- 巻第六　冬歌
- 巻第七　賀歌
- 巻第八　離別歌
- 巻第九　羈旅歌
- 巻第十　物名
- 巻第十一　恋歌 一
- 巻第十二　恋歌 二
- 巻第十三　恋歌 三
- 巻第十四　恋歌 四
- 巻第十五　恋歌 五
- 巻第十六　哀傷歌
- 巻第十七　雑歌 上
- 巻第十八　雑歌 下
- 巻第十九　雑体（長歌、旋頭歌、誹諧歌）
- 巻第二十　大歌所御歌、神遊びの歌、東歌
- （墨滅歌）
- （真名序）

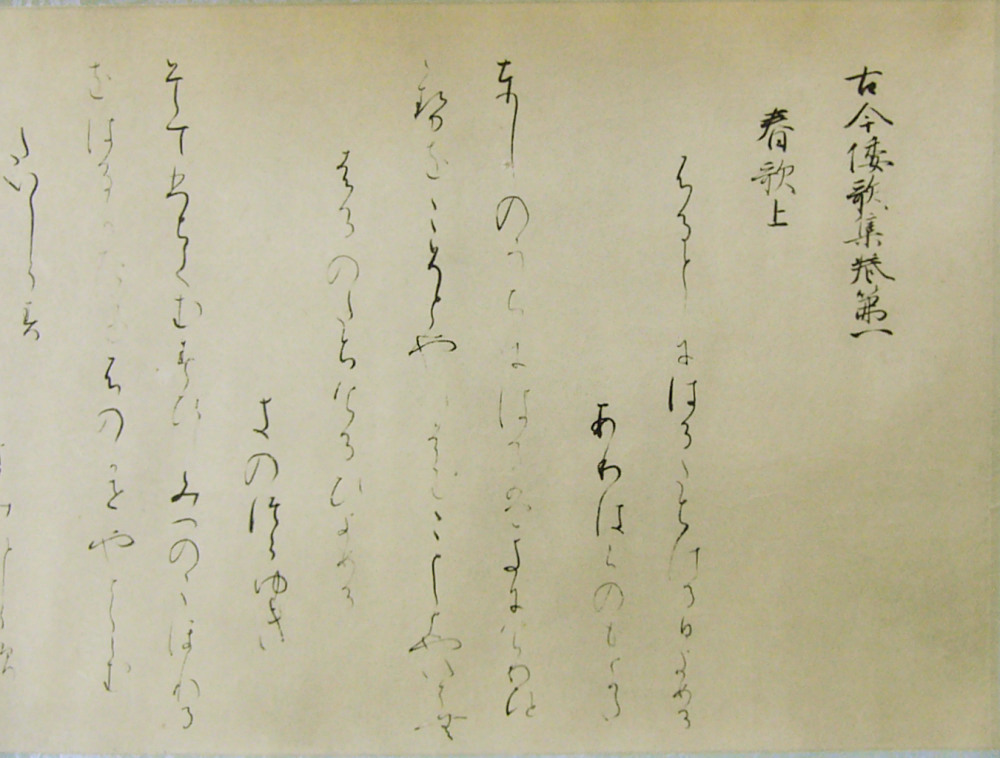
「高野切」
巻第一春歌上の冒頭。五島美術館蔵。

巻末の「墨滅歌」とは定家本のみにあるもので、藤原定家が「家々称証本之本乍書入墨滅哥　今別書之」（家々で『古今和歌集』の証本〈拠るべき重要な伝本〉とする本に記していながら、墨で印をして本来無いものとしている和歌があり、今それらを別にまとめて書き記す）と前置きしてまとめた11首の和歌のことである。なお、定家本をはじめとする古い伝本では通常、巻第十までを上巻、それ以降の巻を下巻として分け、上下2冊の冊子本としている。『古今和歌集』で確立された分類は和歌の分類の規範となり、歌会、歌論などにおいて使われただけでなく、後世の勅撰和歌集に形を変えながら継承され、また連歌におけるさらに細分化された句の分類の基礎ともなった。
巻十九冒頭に「短歌」という標目で長歌が収録されていることは古来謎とされてきたが、2000年に小松英雄が新説を提示している。

## 歌人
古今集所載歌のうち4割ほどが読人知らずの歌であり、また撰者4人の歌が2割以上を占める。
以下、入集歌数順に代表的歌人を挙げる。対象は墨滅歌を含む1111首。巻第十五・恋歌五所収の803番の歌は兼芸の歌と見做す。
- 紀貫之：入集102首。巻第六巻軸。撰者の一人。
- 凡河内躬恒：入集60首。巻第二第三第五巻軸。撰者の一人。
- 紀友則：入集46首。巻第八第十二巻軸。撰者の一人。
- 壬生忠岑：入集36首。撰者の一人。
- 素性：入集36首。巻第九巻軸。遍昭の子。撰者以外での最多入集。
- 在原業平：入集30首。巻第十三第十五巻頭。六歌仙の一人。
- 伊勢：入集22首。巻第一第十三第十八巻軸。宇多天皇の中宮温子に仕える。
- 藤原興風：入集17首。巻第四巻第十巻頭、並びに古今集1100首の掉尾を飾る巻第二十巻軸。
- 小野小町：入集17首。巻第十二巻頭。六歌仙の一人。
- 遍昭：入集18首。巻第四巻軸。六歌仙の一人。
- 清原深養父：入集17首。
- 在原元方：入集14首。古今集の劈頭を飾る巻第一巻頭。業平孫、棟梁子。

## 享受と評価の変遷
『古今和歌集』は「勅命により国家の事業として和歌集を編纂する」という伝統を確立した作品でもあり、八代集・二十一代集の第一に数えられ、平安時代中期以降の国風文化確立にも大きく寄与した。たとえば、『枕草子』では古今集を暗唱することが当時の貴族にとって教養とみなされたことが記されているほか、『源氏物語』においてもその和歌が多く引用されている。収められた和歌のほかにも、仮名序は後世に大きな影響を与えた歌論として文学的に重要である。
平安時代から中世にかけて、『古今和歌集』は歌詠みにとって「和歌を詠む際の手本」として尊ばれた。藤原俊成は著書『古来風躰抄』に「歌の本躰には、ただ古今集を仰ぎ信ずべき事なり」と述べており、これは『古今和歌集』が「歌を詠む際の基準とすべきものである」ということである。
収載された歌についての注釈や解釈も盛んに行なわれた。平安時代末期から鎌倉時代初期にかけての歌僧顕昭は注釈書『古今集注』を著した。俊成の子である藤原定家は『古今和歌集』を書写しただけでなく、顕昭の注釈（顕注）と、自らの解釈（密勘）を『顕注密勘』にまとめ、直筆本が子孫である冷泉家の蔵で見つかったことが冷泉家時雨亭文庫から2024年4月18日に発表された。
『古今和歌集』についての講義や解釈は次第に伝承化され、やがて古今伝授と称されるものが現れた。これは「『古今和歌集』の講義を師匠と定めた人物より受け、その講義内容を筆記し、さらに師匠からその筆記した内容が伝えたことに誤りはないかどうかの認可を最後に受ける」というものであった。この古今伝授は、当時の公家や歌人にとっては重要視され、朝廷を中心とする御所伝授や地下伝授・堺伝授と呼ばれる系統が形成されていった。細川幽斎が、関ヶ原の戦いに連動する丹後田辺城の戦いで西軍に包囲され死を覚悟した時、この古今伝授を三条西実枝から受けていたことで、勅使が丹後に赴き和議を講じ、幽斎は城を開いて亀山城に移ったという話がある。かように大事にされた古今伝授は、富士正晴によれば実際には「この歌に詠まれている木は、何処の木」といった由来に関する内容のものであったという。しかし、当時における古今伝授とは単なる古典の講義ではなく、『古今和歌集』の和歌が当時の教養層が和歌を詠む際の手本ともされ、その手本を通して和歌の詠み方を学ぶ「歌学教育のカリキュラム」として行なわれたという意見もある。

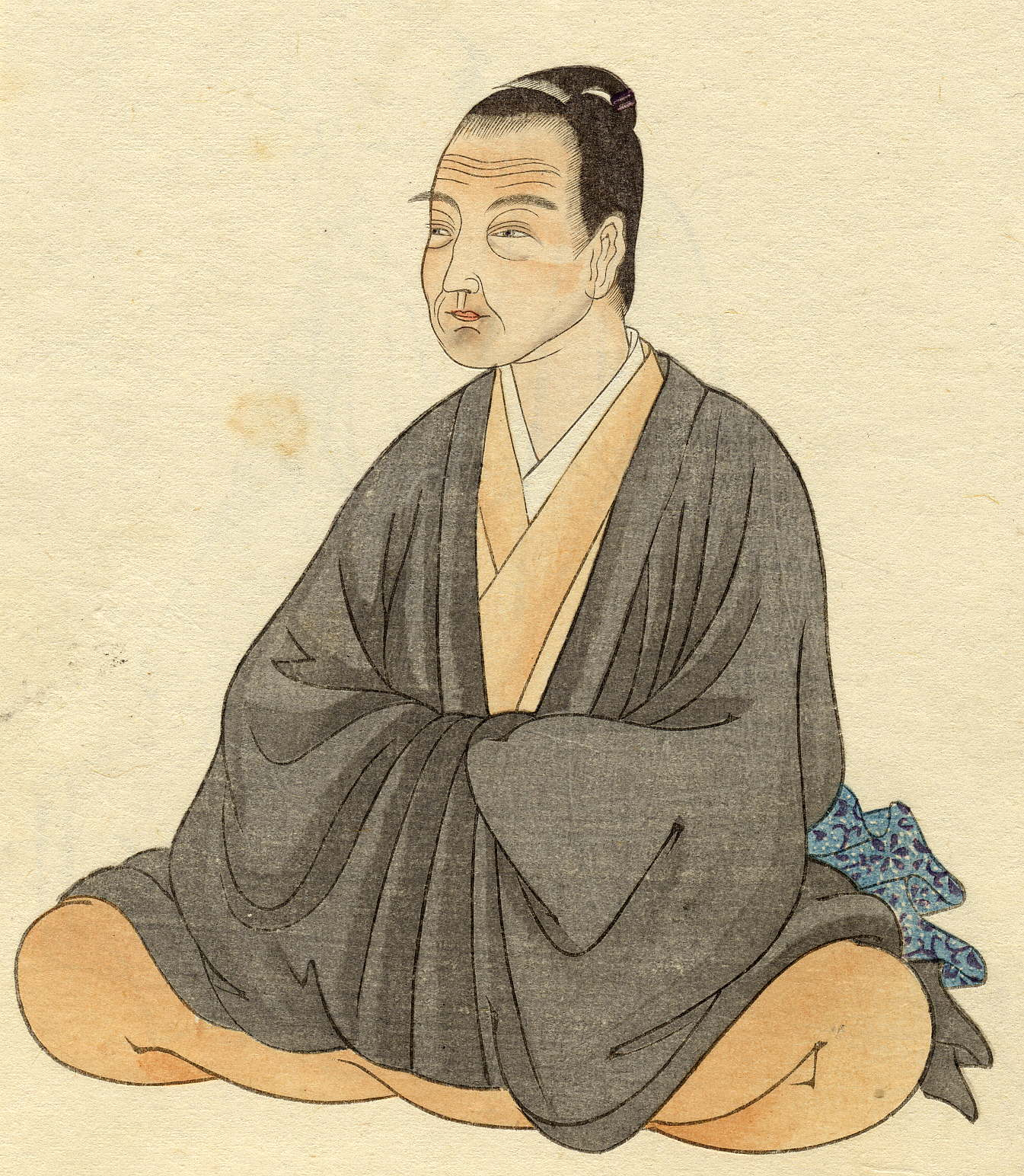
本居宣長
『古今集遠鏡』は宣長の没後も様々に受容され、批判や修正を受けながらも読み継がれた。

このように成立した頃から評価が高かった『古今和歌集』であるが、その歌風は江戸時代になると、賀茂真淵により『万葉集』の「ますらをぶり」（すなわち男性的である）と対比して「たをやめぶり」（すなわち女性的である）と言われるようになる。こうした精神は田安宗武のほか、真淵門下の楫取魚彦などに受け継がれ、次第に万葉風の歌を詠む者が続出したが、同じ真淵門下でも加藤千蔭や村田春海などは、『古今和歌集』を基調とする歌論を展開した。また、同じく真淵門下である本居宣長は、『排蘆小船』において古今伝授を「後代の捏造」と批判する一方で、『古今和歌集』の全歌（真名序と長歌は対象外）に俗語訳と補足的説明を添えた注釈書『古今集遠鏡』を執筆している。しかし、依然として歌壇には、香川景樹のように『古今和歌集』の尊重を強く主張する者が残存していた。

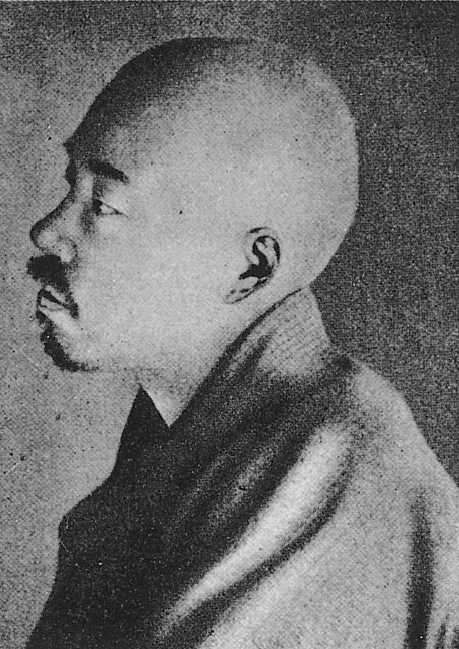
正岡子規
『古今和歌集』を徹底的に否定したのは、当時、『古今和歌集』の歌風の流れを汲む桂園派への批判もあったといわれる。

やがて時代が明治に入ると、正岡子規が『再び歌よみに与ふる書』の中で「貫之は下手な歌よみにて古今集は下らぬ集にて有之候」と述べて以降、歌人にとって正典であった『古今和歌集』の評価は著しく下がった。子規の他にも、和辻哲郎は直截には言わないが『古今和歌集』の和歌が総体として「愚劣」であるとしており、萩原朔太郎にいたっては「笑止な低能歌が続出」「愚劣に非ずば凡庸の歌の続出であり、到底倦怠して読むに耐へない」とまで罵倒している。こうして『古今和歌集』は、人々から重要視されることがなくなり、その代わりに『万葉集』の和歌が「雄大かつ素朴である」として高く評価されるようになった。
近代においてはそうした評価を受けていた『古今和歌集』であったが、現在ではその価値が再評価されている。

## 伝本
『古今和歌集』については古くは貫之自筆の本と称するものが三つ伝わっており、そのうち醍醐天皇に奏覧した本には仮名序も真名序もなく、皇后藤原穏子に奉った本と貫之が自宅に留めおいた本には仮名序はあったが真名序は付いていなかったという。
現在『古今和歌集』の本文としてもっぱら読まれているのは、藤原定家が書写校訂した系統の写本（定家本）をもとにしたものである。しかしその本文については定家以前のもの、また定家本以外のものも以下のように伝存する。これらの本文は、現行で流布する定家本から見て歌の出入りがあるなど相違するところが多く、そのなかでも特に元永本は相違を見せている。

### 古筆切
本来、巻子本や冊子本として作られたものが数行分を切り取って掛け軸にしたり、手鑑に貼るなどされてばらばらになったものである。

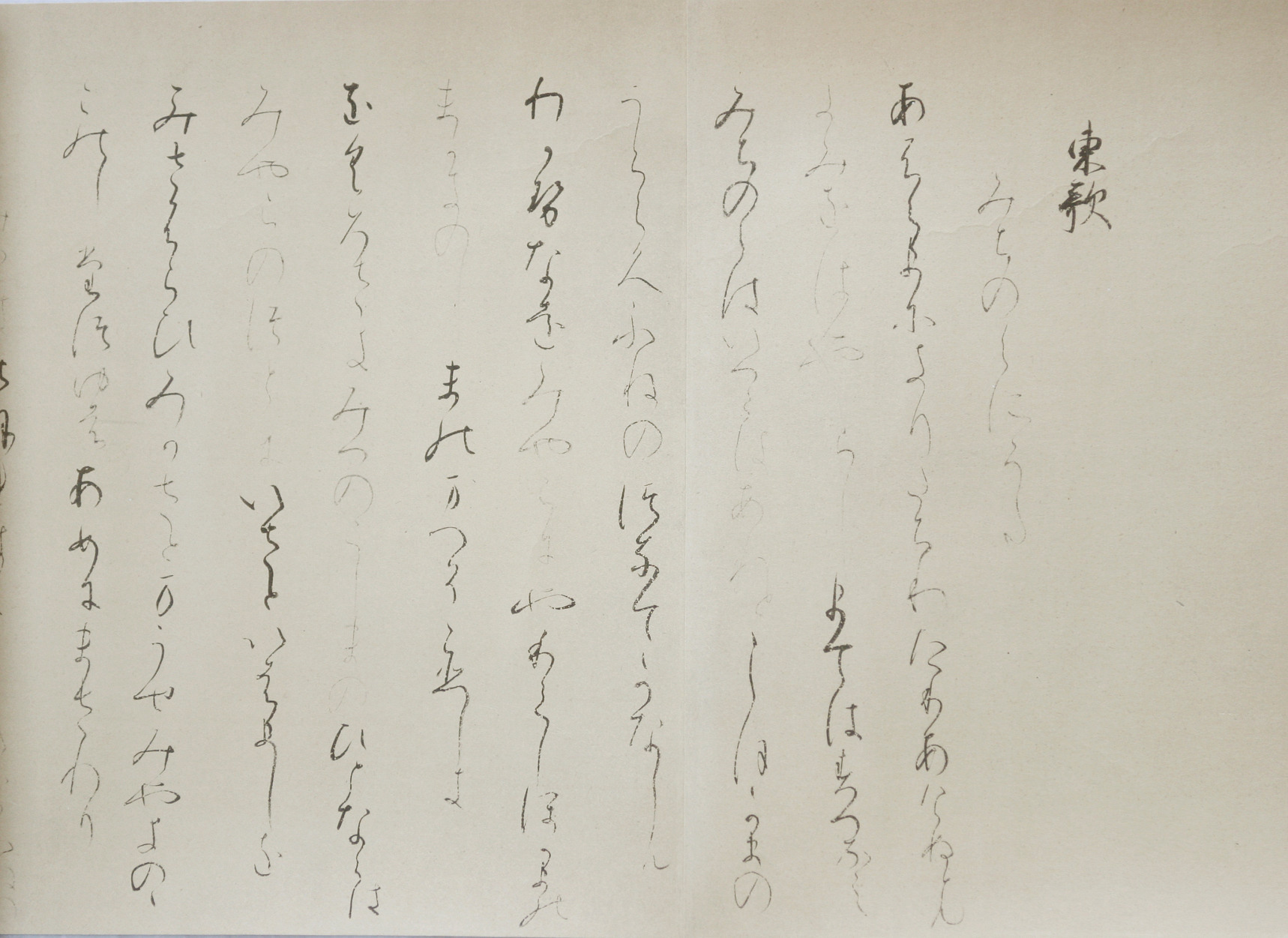
「高野切」
巻第二十「東歌」の冒頭部分。

- 高野切：もとは11世紀半ばに源兼行ら3人が分担して書写した巻子本形態の伝本である。このうち巻第五、巻第八、巻第二十が完本として伝わっており、いずれも国宝に指定されている。
- 亀山切：もとは綴葉装冊子本。書風が高野切に通じるところがあり、書写年代は11世紀中頃か、それをやや下るあたりと推定される。丹波亀山藩形原松平家に伝わったためこの名がある。伝称筆者は、紀貫之とするものが多いが、藤原行成とするものもある。しかし、いずれも確証はない。薄藍の打曇のある紙に荒い雲母を一面に撒いた料紙を用い、軽妙な連綿、品格ある優美な書風が特徴。巻第二と第四を合わせた17丁の零本（九州国立博物館蔵、重文[20]、徳川美術館、メナード美術館などに分蔵された30点ほどの断簡が伝存。
- 曼殊院本：巻十七の零巻。詞書なし。
- 関戸本：もと冊子本。零本および断簡。
- 荒木切：もと冊子本、上下二帖。名称は、江戸時代初期の能筆家・荒木素白が愛蔵していたことに因む。伝承では、藤原公任または藤原行成筆とされるが確証はなく、11世紀末から12世紀初めごろの書写とみられる。断簡が十数葉確認されている。
- 本阿弥切：もと巻子本。零巻および断簡。
- 久海切：もとは上下二冊の綴葉装冊子本と推定。舶来の唐紙を用いており、全体に剥落がある。11世紀から12世紀にかけての作。伝称筆者は紫式部とされるが、これは久海切の繊細な筆致を女性の筆跡だと思い込んだためと見られる。書芸文化院などが所蔵。伝存数は10点以内と少なく、公開される機会も少ない。
- 大江切
- 筋切・通切：もと綴葉装冊子本。名称は「筋」のある紙や、「通し」（簁。竹または銅線でそこの網目を編んだ篩い）の文様がある紙に書かれていることによる。両者は同じ紙を用いた表裏一体の古筆で、違いは前者は表、後者は裏に書写されたため紙の模様が異なっている点である。藤原佐理筆と伝わるが、元永本、唐紙巻子本と同筆で、藤原定実筆とする説が有力。個人蔵が多く、他に梅沢記念館、東京国立博物館、常盤山文庫、メナード美術館、藤田美術館、出光美術館、五島美術館、京都国立博物館、MOA美術館、逸翁美術館、滴翠美術館、山種美術館などが所蔵[21]。
- 巻子本古今和歌集：元永本、筋切・通切と同筆。

### 元永本

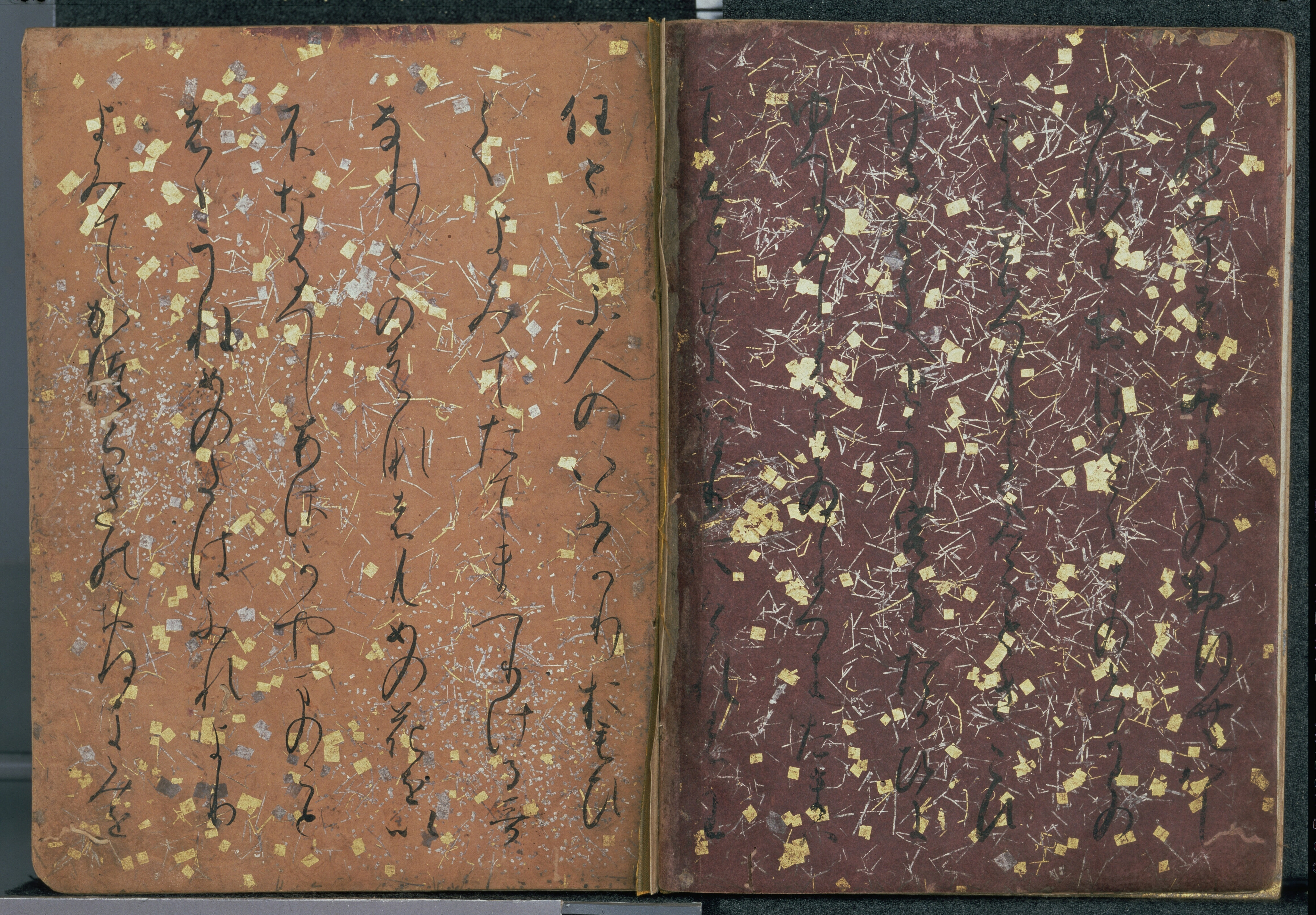
「元永本」
仮名序の部分。

完本として現存最古とされる書物とされている。「元永三年（1120年）七月二十七日」の奥書を持つ。仮名序を巻頭に記すが真名序は記されていない。

### 伝公任筆本
近年になって世に出た藤原公任筆と伝わる完本で、粘葉装の上下2冊の冊子本。ただし仮名序と真名序はいずれも欠けている。用紙は色々の染紙に金銀の箔を散らすなどの装飾をほどこす。小松茂美は書風や紙の装飾から12世紀初め頃の書写であり、歌の出入りや順序について他本には見られない異同があるが、本文は高野切や元永本および清輔本に比較的近いとする。また表紙は江戸時代初期のころに改められており、その時に付けられた題箋の文字は筆跡から尊純法親王の筆と推定している。九州国立博物館蔵。

### 清輔本

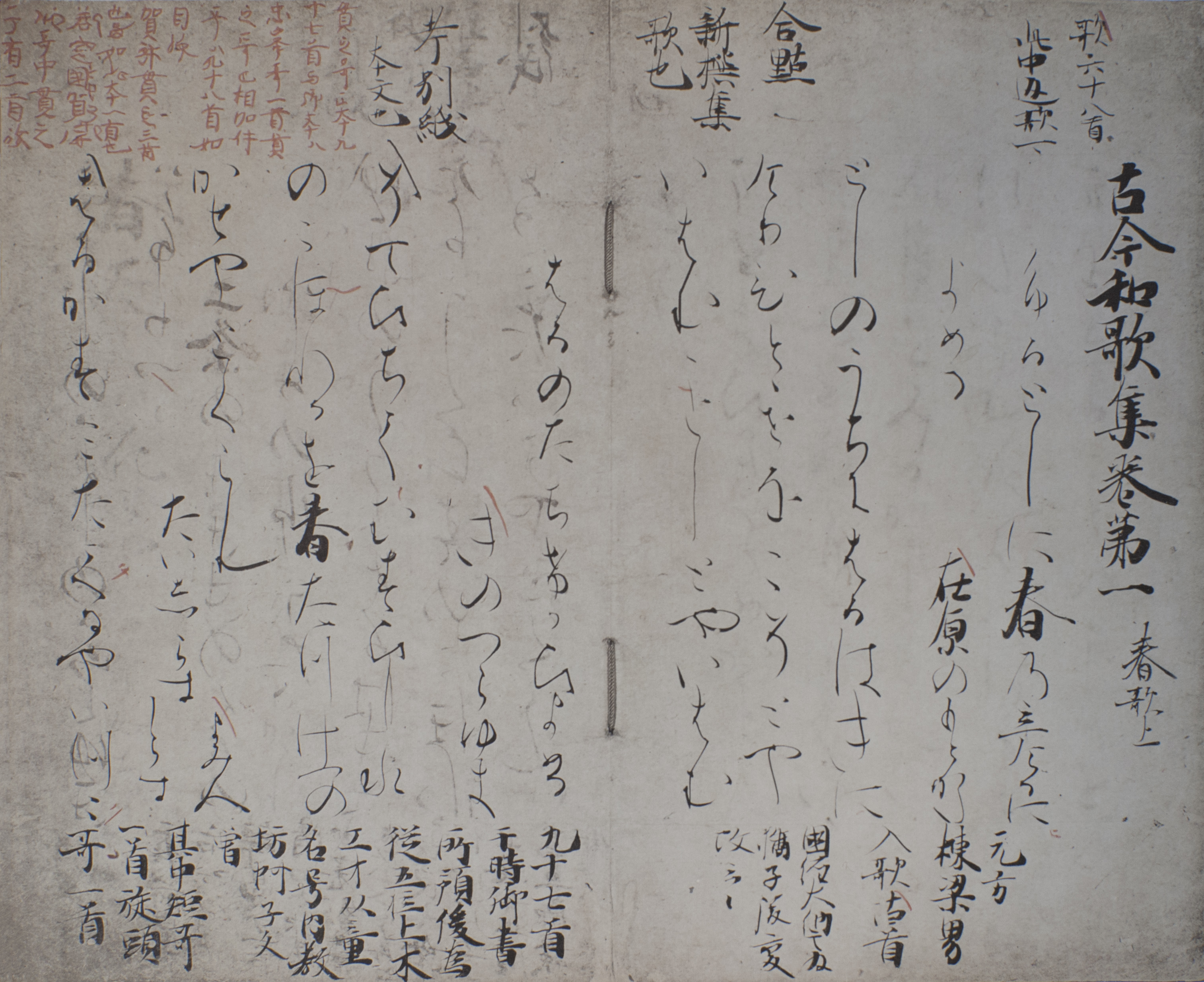
「清輔本」
尊経閣文庫蔵。巻第一春歌上の巻頭。紙面の上下に作られた余白には、歌数や作者についての注などが書き込まれている。

藤原清輔が書写した系統の伝本。貫之が皇后穏子に奉ったという小野皇太后宮本（貫之自筆本）を転写した藤原通宗の本を底本とし、定家本にはない多くの異本歌、勘物などの記載を特徴とする。仮名序を冒頭に置き、真名序を巻末に持つが、真名序は本来祖本になかったのを付け加えたものである。清輔は後述の定家と同じく、『古今和歌集』を幾度も書写しているのが伝本や文献の上で知られるが、その殆どが通宗本を底本としている。この清輔本に顕昭が注と校異を加えたものを「顕昭本」と呼ぶ。
- 宮本家蔵本：永治2年（1142年）に清輔が書写した本を源家長が建仁元年（1201年）に写し、さらにそれを転写した古写本。かつて前田家尊経閣文庫の所蔵であったが、のちに宮本家の所蔵となった。
- 尊経閣文庫蔵本：保元2年（1157年）に書写したものの転写本。伝本としては書写年代がかなり古く、清輔自筆本ともいわれるが、その奥書の内容から清輔筆であることは疑われている。
- 右衛門切：寂蓮筆と伝わる古筆切でもとは冊子本。仮名序の全文と和歌四百余首分の本文が残る。その本文については、西下経一は本文の崩れた清輔本の系統としている。

なお2017年（平成29年）1月、東京大学史料編纂所を中心とする共同研究チームは林原美術館（岡山市）の収蔵品調査で清輔本の『古今和哥集』（上下巻の冊子本）及び「春」「恋」「秋」「雑」四巻の巻子本を発見している。これは岡山藩主池田光政が書写したもので、「清輔真筆」の本で書写校合を行ったことを示す奥書がある。清輔本で確実に清輔の自筆とされるものは見つかっていないが、その清輔自筆本が忠実に再現されている可能性が高いという。

### 雅経本
飛鳥井雅経筆の伝本で、貫之が自宅に置いていた自筆本といわれるものの系統。この貫之自筆本は崇徳院が所蔵していたことから、「新院御本」と呼ばれる。藤原教長が書写した新院御本を底本とし、巻末には雅経の子の飛鳥井教定が父雅経の真筆である旨の奥書を加える。仮名序はあるが真名序を欠く。
- 今城切：新院御本系統の古筆切でもとは冊子本。 藤原教長筆。その奥書によれば治承元年（1177年）8月に書写されたものだが、雅経本が底本とした本とは別のものである。

### 俊成本

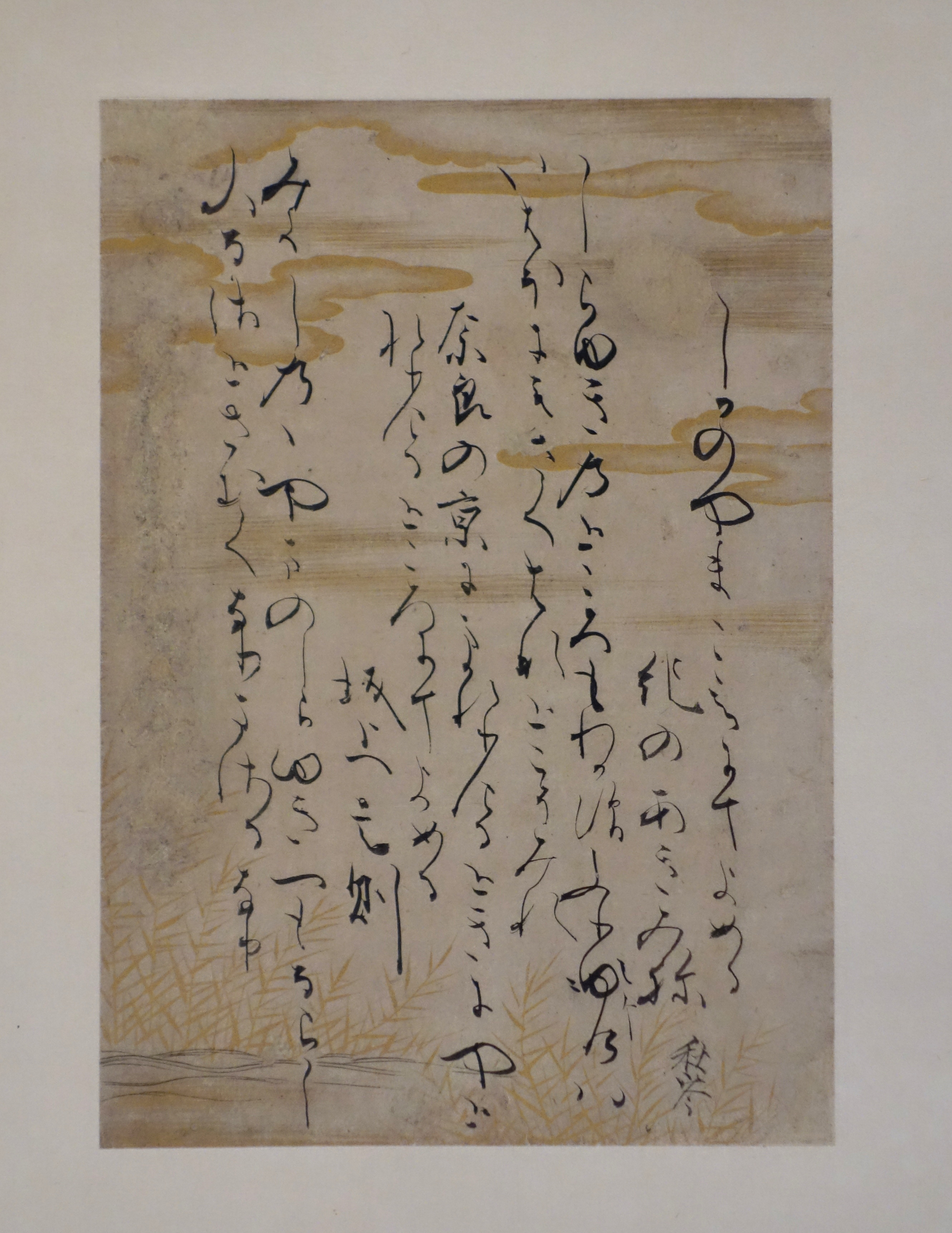
「了佐切」
藤原俊成筆。巻第六冬歌の断簡。東京国立博物館蔵。

藤原俊成の書写になる系統で、新院御本を藤原基俊書写の本（基俊本）でもって校合したもの。冒頭に真名序、次に仮名序があって本文が始まるが、昭和切には仮名序と真名序のいずれも欠く。俊成はその時々の判断によって本文を定めたので、同じ俊成本と呼ばれる伝本でも本文に異同を生じており、また定家本では巻末にまとめられた「墨滅歌」11首は、俊成本では本文に書き記されている。なお、基俊本は現存しないが、その内容は真名序が冒頭にあって仮名序は巻末にあり、本文は西下経一によれば筋切に近いものだったという。
- 永暦二年本：宮内庁書陵部蔵。永暦2年（1161年）7月の奥書を持つ転写本。
- 建久二年本
- 昭和切：俊成自筆の古筆切で、晩年の書写であろうといわれている。巻第一から巻第十までが伝わる。仮名序と真名序はいずれも無く、巻第一には息子の定家が「あをやぎの　いとよりかくる　はるもしぞ　みだれてはなの　ほころびにける」の一首を補筆している。昭和切から欠けていた藤原俊成筆の「古今和歌集両序」は発見されたと報じられた[23]。
- 了佐切：およそ和歌60首分ほどの古筆切が伝わる。巻第十の断簡には俊成の真筆に間違いないという烏丸光広の極め書きがある。本文は昭和切とほぼ同じく、これは俊成盛年のときの筆であろうという。

### 定家本

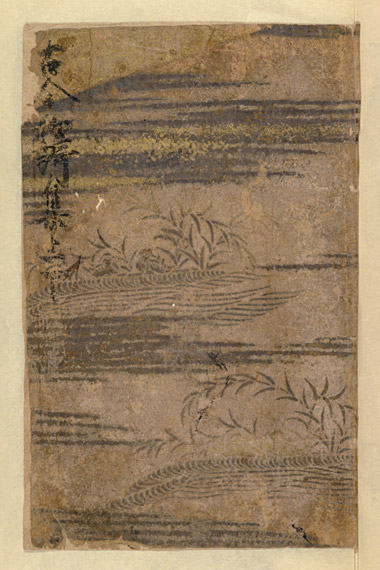
「定家本」（嘉禄二年四月九日書写本）
表紙の画像。題号の文字は定家ではない後人の筆である。冷泉家時雨亭文庫蔵。

藤原定家は確認できるだけでも17回『古今和歌集』を書写しているが、そのうち自筆本が2種、転写本系統のもの9種が今に伝わる。その本文については俊成筆昭和切を底本とし、校訂を他本によって行っている。ただし俊成本と同じく定家本も伝本によって本文に異同があり、巻末に真名序が有る本と無い本がある。このうち重要なものについて以下4種を挙げる。
- 貞応元年十一月二十日書写本：定家の自筆本は現存しない。真名序を欠く。
  - 高松宮家旧蔵伝二条為世筆本 - 定家自筆本を寛元元年（1243年）に書写し、さらにそれを文永10年（1273年）に転写した旨の奥書を持つ。『日本古典文学全集』（小学館）底本。
- 貞応二年七月二十二日書写本：流布本。所謂「貞応本」。これも定家の自筆本は現存していない。巻末に真名序を持つ。
  - 冷泉家時雨亭文庫蔵為家自筆奥書本：貞応二年本の現存最古の写本で、かつ最善の本と考えられる。
  - 梅沢彦太郎旧蔵本 - 定家の子孫二条為明が元亨4年（1324年）9月に書写したもの。この本は同年10月に為明の祖父二条為世が、頓阿に古今伝授を行うために用いられており、「宗家相伝本」と呼ばれる。重要文化財、東京国立博物館蔵[24]。『日本古典文学大系』（岩波書店）底本。
  - 今治市河野美術館蔵『詁訓和歌集』：為定本の転写本。二条為定が文保2年（1318年）に定家自筆の貞応二年本を書写し、それを明暦3年（1657年）ごろ転写したもの。『新日本古典文学大系』（岩波書店）底本。
  - 北村季吟『八代集抄』：天和2年（1682年）刊。近世に広く流布した刊本。新潮日本古典集成版（奥村恒哉校注）、ちくま学芸文庫版（小町谷照彦校注）の底本。
- 伊達家旧蔵無年号本：定家自筆本。伊達政宗が所持して後、伊達家に伝わったことから「伊達本」と通称される。近代以前は流布しなかったが、近年底本として用いられることが多い。真名序を欠く。新編国歌大観版、講談社学術文庫版（久曾神昇校注）、角川文庫新版（高田祐彦訳注）の底本。
- 嘉禄二年四月九日書写本：定家自筆本。いわゆる「嘉禄本」と称されるもので真名序を欠く。冷泉家の古今伝授に用いられる。『古今和歌集全評釈』（片桐洋一校注）底本。
  - 陽明文庫蔵藤原為相筆本
  - 国立歴史民俗博物館蔵高松宮旧蔵本

2010年（平成22年）には、定家本系統で鎌倉時代初期の写本も見つかっている。下記はその概要。
- 伝慈円筆古今和歌集：定家本系。鎌倉時代初期―中期頃の書写（定家存命中の書写と考えられる）。仮名序・真名序の両序を持つ完本としては最古のもの。親本は定家本の中でも初期のものとされる。甲南女子大学蔵。和泉書院から影印本が刊行されている（米田明美補遺・解題）。

## 脚注

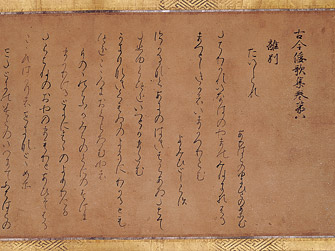
「高野切」
巻第八離別歌の冒頭。国宝。毛利博物館蔵。